# Plan Corresponsables
El Plan Corresponsables es un programa del Gobierno de España, financiado por el Ministerio de Igualdad, que tiene como objetivo facilitar la conciliación de la vida familiar y laboral, así como crear empleo en el sector de los cuidados, al amparo del artículo 44 de la Ley para la igualdad efectiva de mujeres y hombres que garantiza el derecho a la conciliación de la vida personal, familiar y laboral.
El Plan fue creado por Acuerdo del Consejo de Ministros de 9 de marzo de 2021, con un montante inicial de 190 millones de euros. Se creó en el contexto de la pandemia de COVID-19, que había dificultado la compatibilidad del trabajo de los padres con el cuidado de los menores, por lo que el Ministerio de Igualdad estableció este programa público que tiene como objetivo financiar el sistema de cuidado de menores, tanto para permitir la conciliación como para generar empleo en este ámbito. Aunque inicialmente estaba destinado a menores de 14 años, a partir de 2022 se elevó a menores de 16 años.
El Plan financia, principalmente, tres medidas:
1. Creación de bolsas de trabajo. El Plan financia bolsas de trabajo a nivel de comunidad autónoma para profesionales del sector de los cuidados, que ayuden en el cuidado de menores tanto en el domicilio familiar como en establecimientos públicos habilitados (ej. ludoteca).[5] También incluye acreditaciones laborales para profesionales.
2. Sensibilización y fomento de la corresponsabilidad. El Plan costea medidas divulgativas para concienciar, principalmente a la población masculina, en el ámbito de la igualdad, conciliación, brecha y estereotipos de género.
3. Estudios y trabajos técnicos. El Plan también sufraga estudios específicos en materia de cuidados a niños y jóvenes destinatarios de esta medida y sus familias.